# China Beach
China Beach foi uma premiada série de televisão estadunidense exibida originalmente pela ABC, entre 1988 e 1991, por quatro temporadas. O título se refere a uma praia existente no Vietnã, e que se tornou famosa durante a guerra.

## Premissa
China Beach era um seriado dramático que mostrava os altos e baixos de uma base estadunidense durante a Guerra do Vietnã, dando mais foco à convivência entre soldados, enfermeiras e médicos, que serviam orgulhosamente ao seu país e tinham que sobreviver dia após dia naquele local, que aos combates travados entre os combatentes. Em meio a tudo, surgia a enfermeira Colleen McMurphy, que lutava pelo amor de sua vida, Dr. Dick Richard, um homem casado, e além disso, seu chefe.

## Elenco
| Ator              | Personagem                    |
| ----------------- | ----------------------------- |
| Dana Delany       | Colleen McMurphy              |
| Michael Boatman   | Samuel Beckett                |
| Robert Picardo    | Dr. Dick Richard              |
| Concetta Tomei    | Lila Garreau                  |
| Marg Helgenberger | Karen Charlene "K.C." Koloski |
| Brian Wimmer      | Boonie Lanier                 |
| Jeff Kober        | Evan "Dodger" Winslow         |

| Ator            | Personagem          |
| --------------- | ------------------- |
| Nancy Giles     | Frankie Bunsen      |
| Troy Evans      | Bob Pepper          |
| Megan Gallagher | Wayloo Marie Holmes |
| Nan Woods       | Cherry White        |
| Ned Vaughn      | Jeff Hyers          |
| Marcia Magus    | Jody Kass           |
| Ricki Lake      | Holly Pelegrino     |

## Episódios
China Beach teve, no total, 62 episódios divididos em quatro temporadas distintas. Os únicos atores que participaram de todos os episódios foram Dana Delany, Michael Boatman, Robert Picardo, Concetta Tomei e Marg Helgenberger.

## Prêmios
Abaixo seguem os principais prêmios recebidos, se desejar a lista completa consulte a página anexa.
Emmy
- Melhor Atriz em série de televisão dramática, Dana Delany
- Melhor Atriz (coadjuvante/secundária) em série de televisão dramática, Marg Helgenberger

Globo de Ouro
- Melhor Série (drama)

People's Choice Awards
- Série de televisão dramática estreante favorita